# Dąbrówka Mała (gmina)

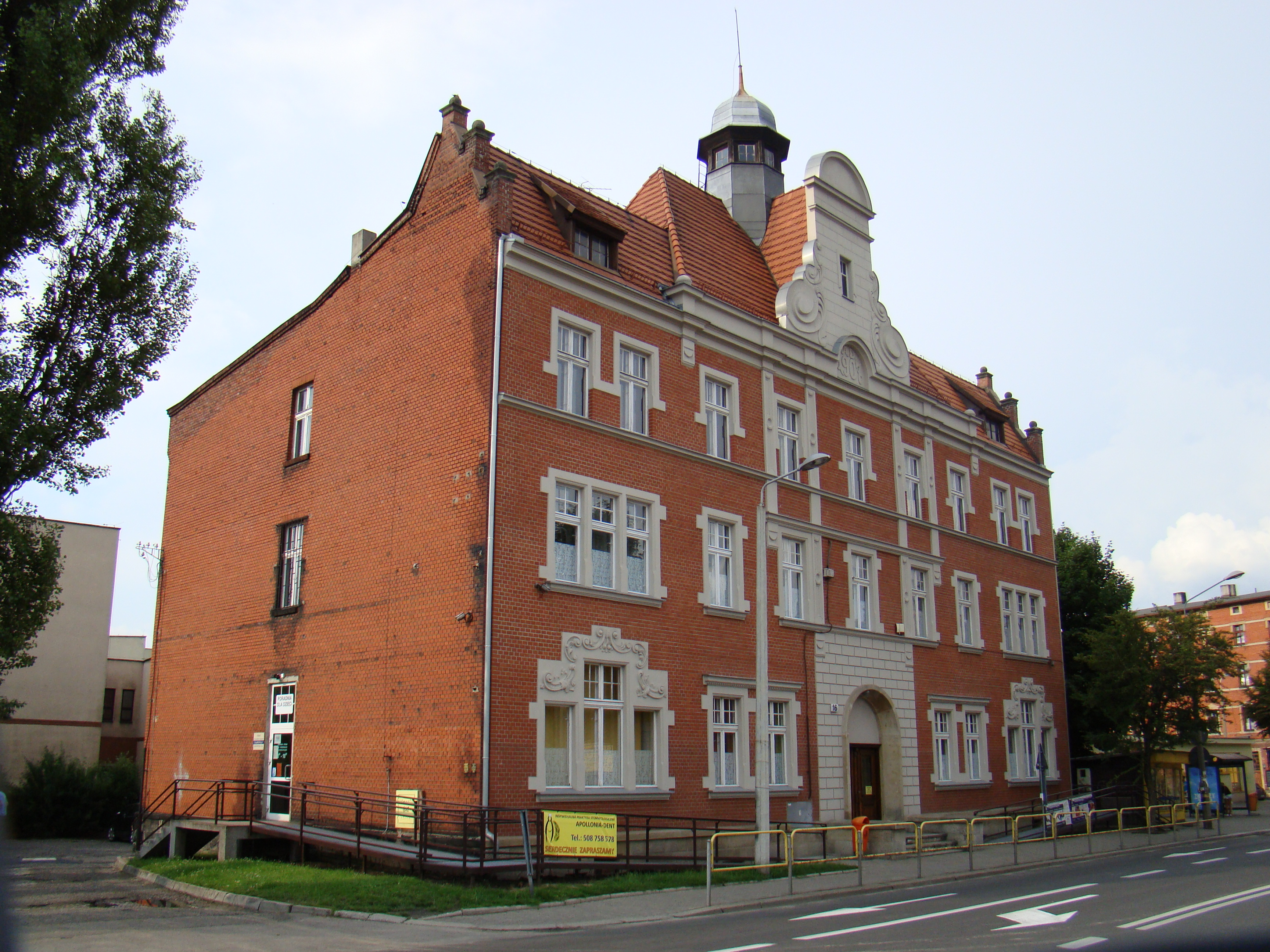
Ratusz gminy Dąbrówka Mała

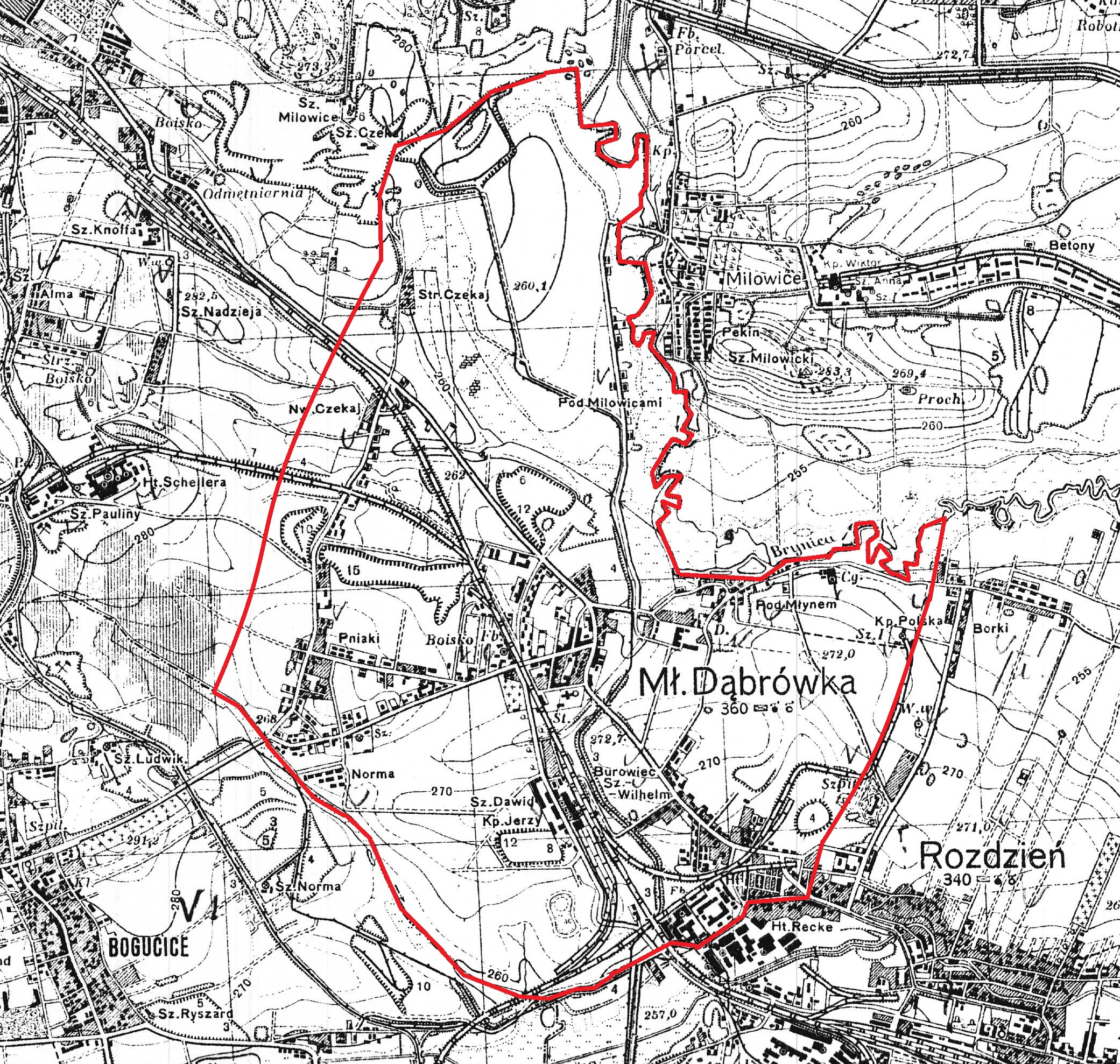
Granice gminy Dąbrówka Mała w 1933

Dąbrówka Mała – dawna gmina wiejska istniejąca w latach 1945–1951 w województwie śląskim i katowickim (dzisiejsze województwo śląskie). Siedzibą władz gminy była Dąbrówka Mała (obecnie dzielnica Katowic).
Gmina zbiorowa (o charakterze jednostkowym) Dąbrówka Mała powstała w grudniu 1945 w powiecie katowickim w województwie śląskim (śląsko-dąbrowskim).
1 stycznia 1946 gmina składała się z samej siedziby i przez to nie była podzielona na gromady. 6 lipca 1950 zmieniono nazwę województwa śląskiego na katowickie. Na terenie gminy znajdowały się przysiółki i osady Norma, Pniaki, Stary Czekaj, Nowy Czekaj, Burowiec.
W związku z likwidacją powiatu katowickiego 1 kwietnia 1951 gmina Dąbrówka Mała została zniesiona, a jej obszar włączony do Szopienic (a 31 grudnia 1959 wraz z nimi do Katowic).
Obecnie tereny dawnej gminy Dąbrówka Mała w całości znajdują się w granicach Katowic (w jednostkach pomocniczych Dąbrówka Mała i Szopienice-Burowiec).